# Lisne, Litîn
Lisne (în ucraineană Лісне) este un sat în comuna Kojuhiv din raionul Litîn, regiunea Vinnița, Ucraina.

## Demografie
Componența lingvistică a localității Lisne
     Ucraineană (100%)
Conform recensământului din 2001, toată populația localității Lisne era vorbitoare de ucraineană (100%).